# Hassan I
al Hasan ibn Muhammed, Mulaj Abu Ali, född 1834, död 7 juni 1894, var  sultan av Marocko som Hassan I, 1874-1894. 
Hassan efterträdde 1874 sin far Muhammed ibn Abd ar-Rahman och fick genast börja kampen mot en lång rad av uppror, först från farbrodern Abd al-Kabir, vilka kom att uppta hela hans 21-åriga regering och kräva mer än 30 fälttåg för att slå ned. Hassan fortsatte sin faders försök att bygga upp en armé efter europeiskt mönster, öppnade flera hamnar för den internationella handeln men beviljande inte européer industriella koncessioner. Han förbättrade undervisningen, anlade vägar och brora och byggde i Fez ett ståtligt palats med Alcázar, Sevilla som förebild. Han efterträddes av sin son Abdelaziz.